# Wim Jorissen
Wim Jorissen (Tongeren, 28 april 1922 - Mechelen, 9 juni 1982) was een Belgisch politicus voor de Volksunie.

## Levensloop
Jorissen stamde uit een Haspengouwse landbouwersfamilie. Hij volgde middelbaar onderwijs in Ferrières, werd in 1943 regent Germaanse talen aan de Rijksuniversiteit Gent, legde in 1944 examens Grieks en Latijn af voor de middenjury en promoveerde in 1948 tot licentiaat Germaanse filologie aan de Rijksuniversiteit Gent. In Gent stichtte hij in 1945 de Oranjekring en was hij in 1947-48 preses van het KVHV-Gent. Ook studeerde hij kunstgeschiedenis en oudheidkunde tot in de eerste licentie. Hij werd vervolgens in 1948 studiemeester aan de Rijksmiddelbare school in Gent, in 1949 leraar het Atheneum in Tienen en van 1950 tot 1965 was hij leraar bij het Atheneum in Halle. 
Zijn vrije tijd besteedde hij aan Vlaams-nationalistische activiteiten: in 1948 was hij medeorganisator van het Paascongres der Vlaamse Jongeren, in 1949 was hij betrokken bij de oprichting van een Diets-nationalistische partij, onder de naam Volksunie, die echter geen succes kende, van 1950 tot 1965 was hij stichtend bestuurder van de Stichting Lodewijk de Raet, in 1951 presideerde hij het Tweede Paascongres der Vlaamse Jongeren, in 1952 en 1953 organiseerde hij mee het Jongerencongres der Nederlanden in Maastricht en Brussel, in 1952 was hij medestichter van de Vlaamse Volksbeweging en werd hij lid van de raad van deelgenoten van het Algemeen Nederlands Zangverbond en in 1962 werd hij ondervoorzitter van het Algemeen Vlaams Oud-Hoogstudentenverbond, het latere Verbond der Vlaamse Academici.
In 1954 was hij kandidaat op een Kamerlijst van de Christelijke Vlaamse Volksunie. Nadat dit geen succes was geworden werd hij een van de stichters van de Volksunie, werd er lid van het hoofdbestuur, vanaf 1957 algemeen secretaris en tot 1961 redactiesecretaris van het partijblad. Ook was hij in 1967 medestichter van het Lodewijk Dosfelinstituut en zetelde hij in de raad van beheer. Binnen de Volksunie werd hij een boegbeeld van de traditionele en rechtse Vlaams-nationalisten.
Hij was van 1965 tot 1968 provinciaal senator voor de Volksunie. In 1968 werd hij rechtstreeks verkozen senator voor het arrondissement Mechelen-Turnhout. Hij vervulde dit mandaat tot aan zijn dood in 1982. In de Senaat was hij van 1965 tot 1977 VU-fractieleider.
In de periode december 1971-oktober 1980 zetelde hij als gevolg van het toen bestaande dubbelmandaat ook in de Cultuurraad voor de Nederlandse Cultuurgemeenschap, die op 7 december 1971 werd geïnstalleerd. Vanaf 21 oktober 1980 tot juni 1982 was hij lid van de Vlaamse Raad, de opvolger van de Cultuurraad en de voorloper van het huidige Vlaams Parlement. Ook was hij van 1970 tot 1982 gemeenteraadslid van Mechelen.
In januari 1976 was hij niet meer herkiesbaar als algemeen secretaris. Hij ondernam vergeefse pogingen om Hugo Schiltz van het voorzitterschap af te houden. Hij manifesteerde mee tegen het Egmontpact.
Hij was overtuigd voorstander van het Zuid-Afrikaanse Apartheidsregime, was actief lid van de Vlaamse vereniging Protea en was redacteur van hun tijdschrift Zuid-Afrika Magazine. Ook stichtte hij in 1976 samen met voormalig PSC-senator André Saint-Rémy de Interparlementaire Vergadering België-Zuid-Afrika.
Hij had familiale banden met ABVV Metaal-voorman Herwig Jorissen.

## Publicatie
Hij schreef het controversiële werk Zondebok Zuid-Afrika: een positieve balans, uitgegeven bij Lannoo, Tielt, in 1980.